# José Augusto Torres
José Augusto da Costa Séneca Torres (8. září 1938, Torres Novas – 3. září 2010, Lisabon) byl portugalský fotbalista. Hrával na pozici útočníka.
S portugalskou fotbalovou reprezentací získal bronzovou medaili na mistrovství světa roku 1966. Celkem za národní tým odehrál 33 utkání, v nich vstřelil 14 branek.
S Benficou Lisabon se stal devětkrát mistrem Portugalska. V sezóně 1962/63 byl nejlepším střelcem portugalské ligy. V ročníku 1964/65 nejlepším střelcem Poháru mistrů (spolu s Eusébiem).
V anketě Zlatý míč, která hledala nejlepšího fotbalistu Evropy, skončil roku 1966 desátý.
Po skončení hráčské kariéry se stal trenérem. V letech 1984–1986 vedl portugalskou reprezentaci, a to i na mistrovství světa v Mexiku roku 1986.

## Vyznamenání
- důstojník Řádu za zásluhy – Portugalsko, 7. listopadu 1991[10]